# Biometrisch paspoort

Het e-paspoort logo staat meestal onderaan het paspoort.

Een biometrisch paspoort (ook wel een e-paspoort of een digitaal paspoort genoemd) is een traditioneel paspoort met een ingebouwde elektronische microprocessorchip die biometrische informatie bevat die kan worden gebruikt om de identiteit van de paspoorthouder te verifiëren.

## Geschiedenis
Maleisië was het eerste land dat in 1998 biometrische paspoorten uitgaf, om immigratiefraude te beperken.  in december 2008 gaven 60 landen dergelijke paspoorten af, en half 2019 stond de teller op 150 landen.
De chips op de eerste elektronische paspoorten bevatten de pasfoto en de identiteitsgegevens die normaal op de eerste pagina van het paspoort vermeld staan. Nadien werden in biometrische paspoorten ook de vingerafdruk opgenomen, en naargelang het land ook andere biometrische gegevens, bedoeld voor biometrische gezichtsherkenning.
Voor de toekomst wordt eraan gedacht deze paspoorten uit te breiden met andere reisdocumenten zoals visa en inreis/uitreisstempels, met toegang tot e-government-diensten, een koppeling met back-up op de smartphone te voorzien, en de paspoorten beschrijfbaar (read/write) te maken.

## Standaardisering
Dergelijke paspoorten zijn internationaal gestandaardiseerd in het kader van de Internationale Burgerluchtvaartorganisatie (ICAO), onder meer in het ICAO-document 9303. Sommige nationale identiteitskaarten worden reeds opgemaakt volgens de ICAO-9303-standaard. Verder geldt voor paspoorten nog de ISO/IEC 14443-standaarden inzake elektronische communicatie tussen apparatuur en document.

## Reizen en immigratie
Hoewel de eerste biometrische paspoorten vooral bedoeld waren om immigratiefraude tegen te gaan, opent het elektronisch paspoort ook mogelijkheden voor een meer geautomatiseerde afhandeling van check-ins en immigratieformaliteiten. Zo kunnen in Australië & Nieuw-Zeeland passagiers met een e-paspoort de veiligheidscontrole sneller passeren via een SmartGate.

## Europese Unie
De EU had al vóór de aanslagen op 11 september 2001 het voornemen een fraudebestendiger paspoort voor alle EU-landen voor te schrijven. Na laatstgenoemde datum is dit streven in een stroomversnelling geraakt, niet in de laatste plaats doordat de Verenigde Staten dreigden Europeanen zonder biometrische paspoorten te verplichten een visum aan te vragen. Op 13 december 2004 werd dan de Europese Verordening nr. 2252 gepubliceerd, die de lidstaten oplegt een biometrisch paspoort in te voeren.

## Voorbeelden van biometrische paspoorten

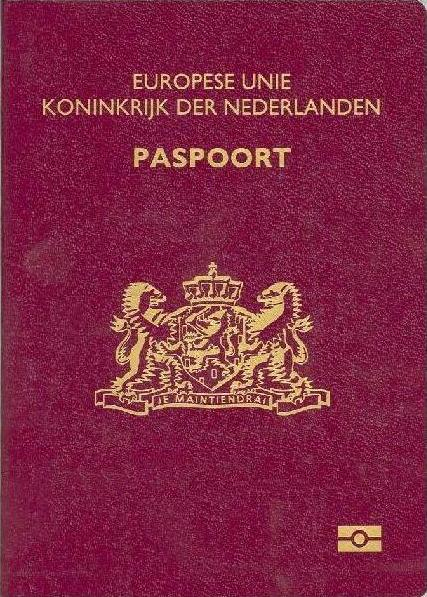
Nederland (2006)
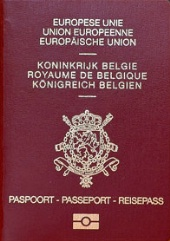
België (2008)
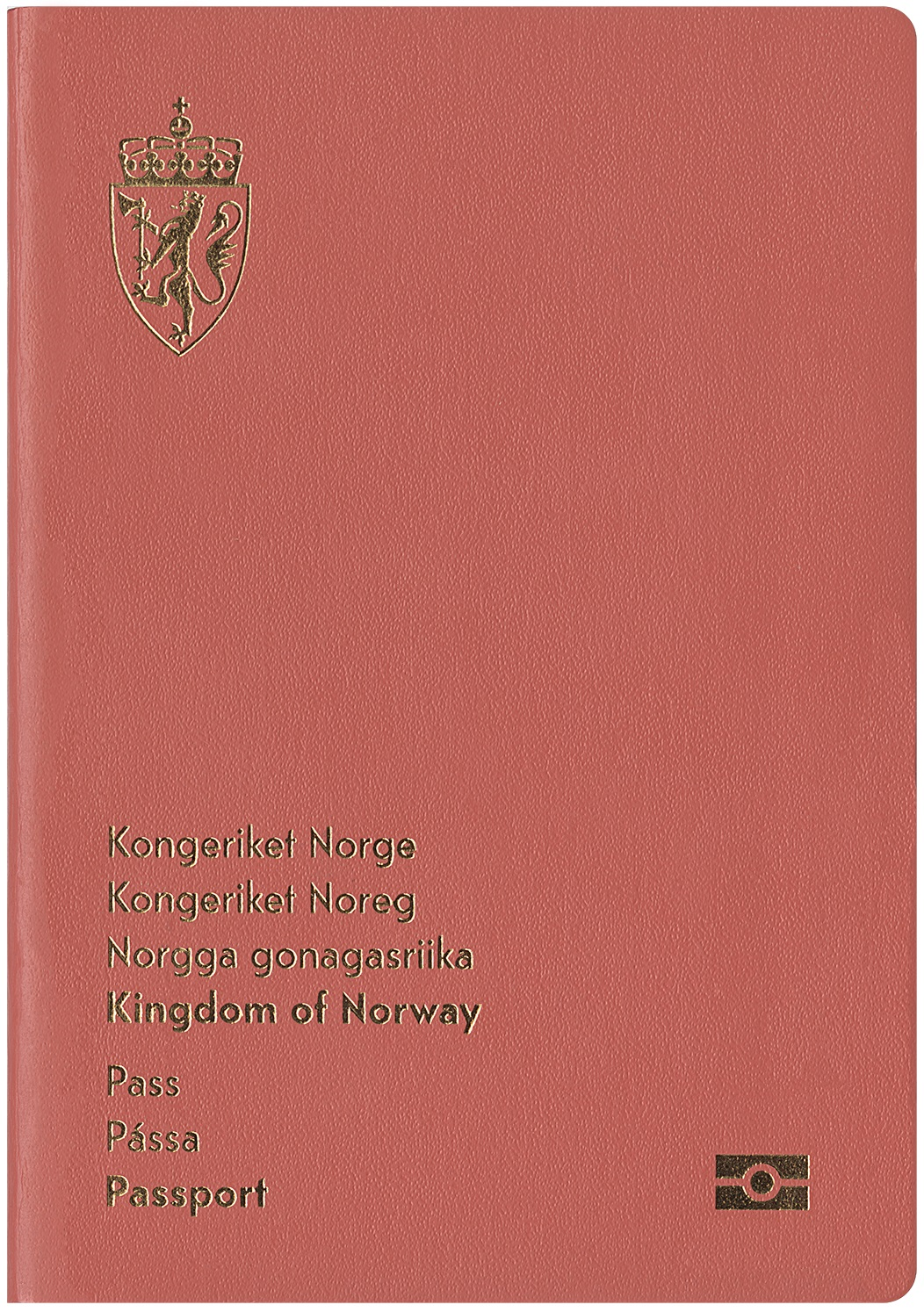
Noorwegen (2008)
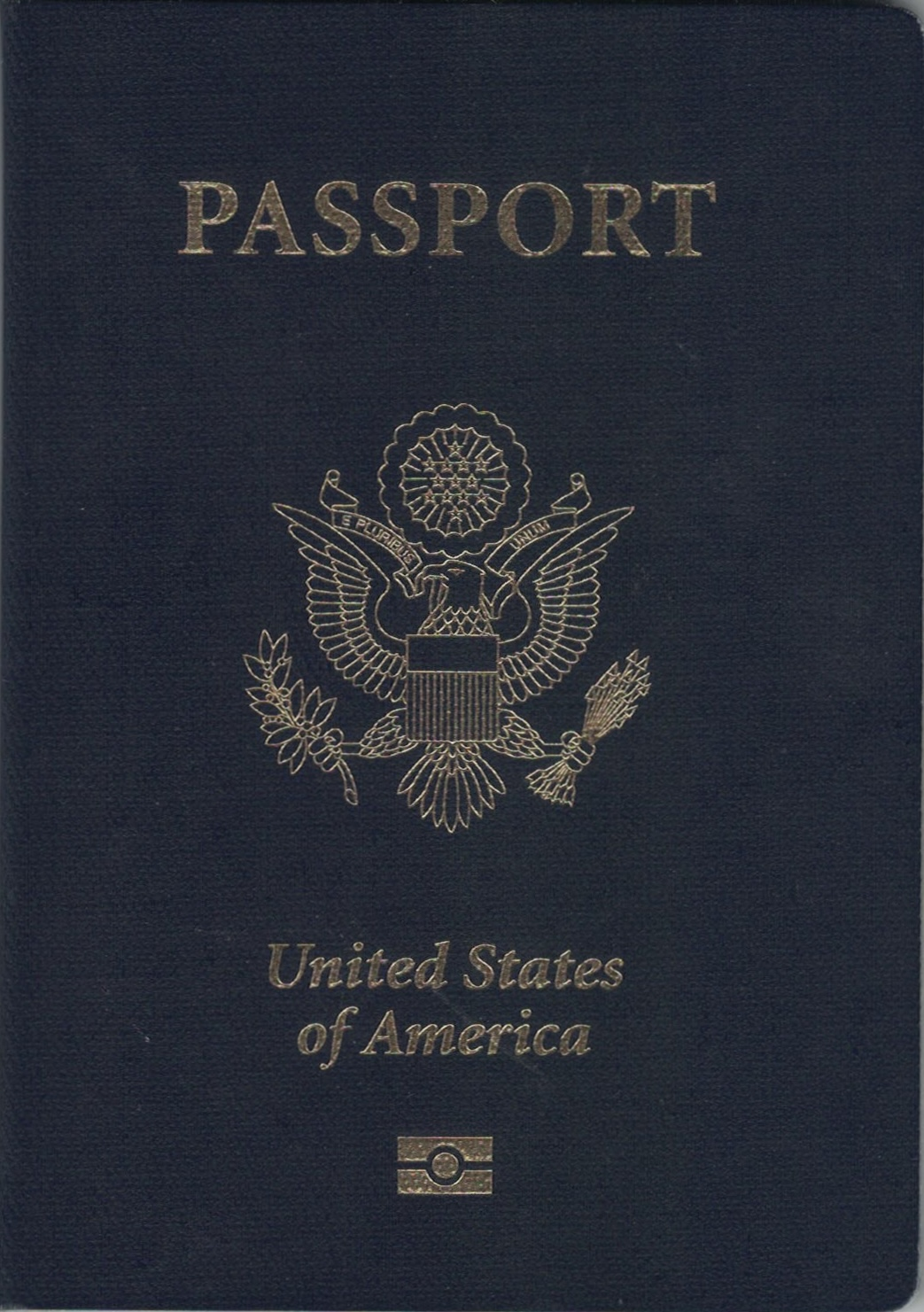
Verenigde Staten (2007)
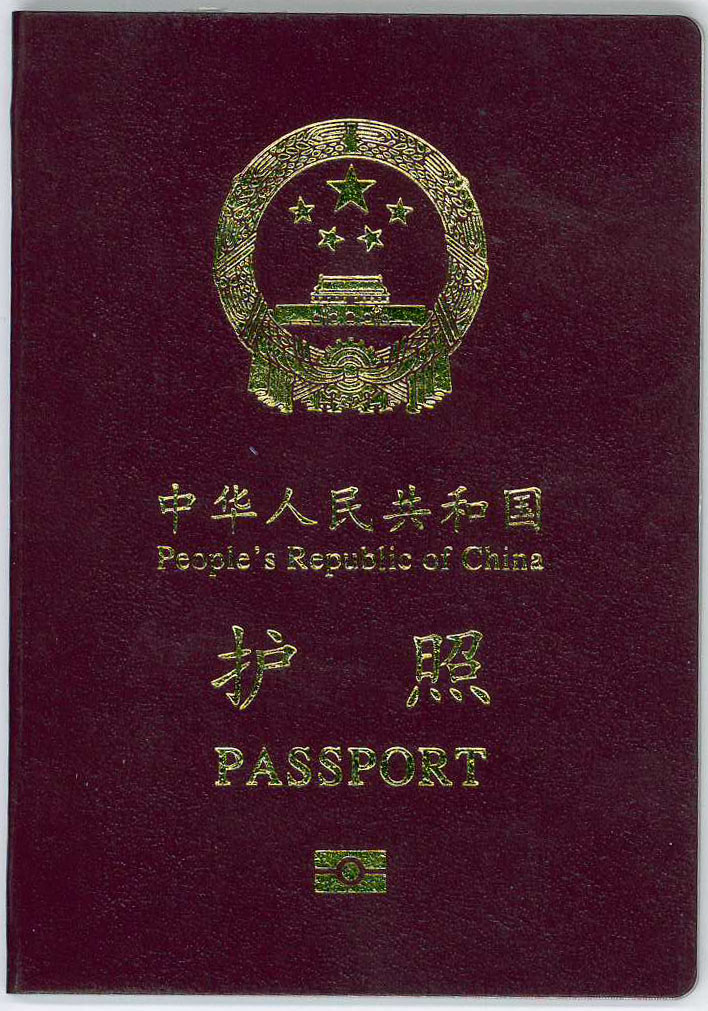
Volksrepubliek China (2012)
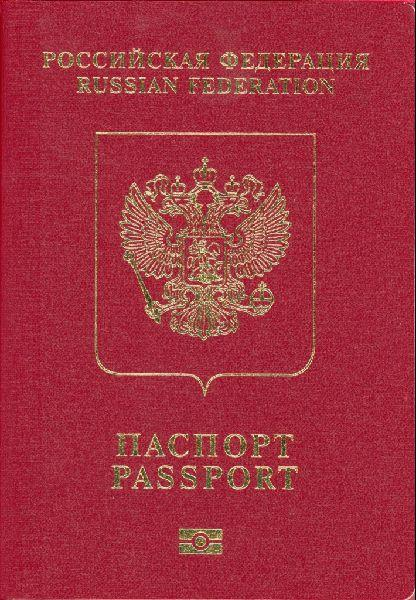
Rusland (2008)
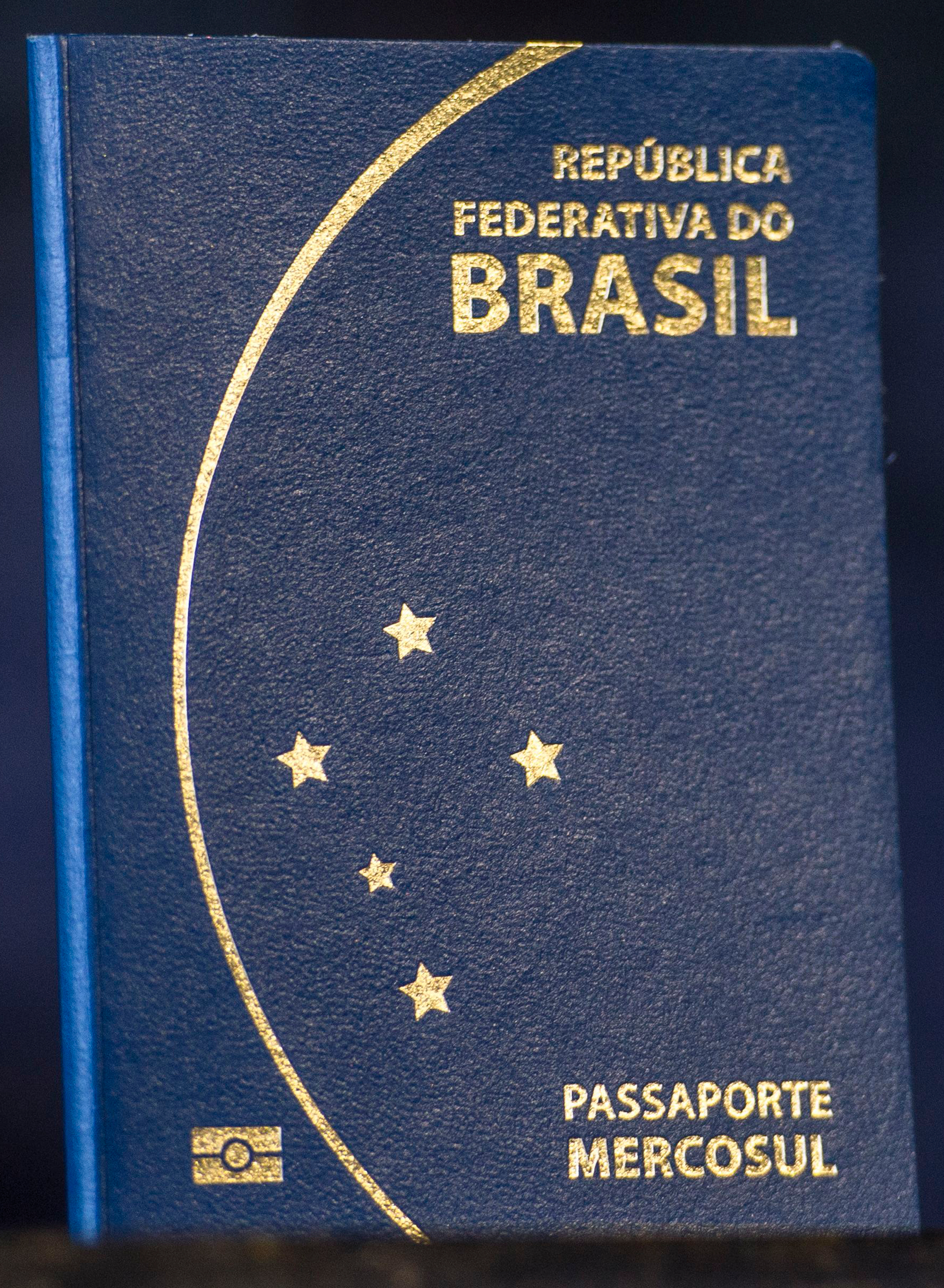
Brazilië (2015)
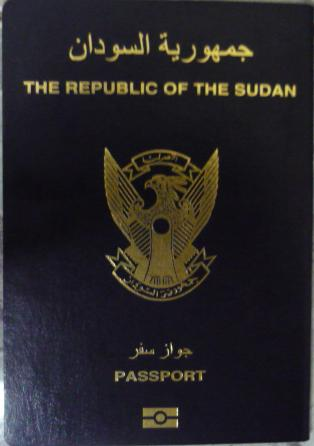
Soedan (2009)